# Emmanuel Léonino
Le baron Emmanuel Léonino (1864-1936), ingénieur civil des mines, était un investisseur, banquier et dirigeant de sociétés minières au début du XXe siècle en France.

## Biographie
Fils du banquier Giuseppe Samuele Leonino et d'Amélie Oppenheimer, le baron Emmanuel Léonino est rapidement devenu un spécialiste des mines d'or, secteur qui le passionnait.
Il a été marié en 1892 à Juliette, fille de Gustave de Rothschild, et il était propriétaire d’une écurie de chevaux de course. 
À la tête d'une collection d’œuvres d'art, sa famille a fait construire en 1911 le château de Montvillargenne, à Gouvieux à proximité de Chantilly, dans l'Oise. Il a perdu sa femme dans un accident de chasse à courre le 14 décembre 1896.
Il est enterré au cimetière du Père-Lachaise (7e division), à Paris.

### Fonctions occupées

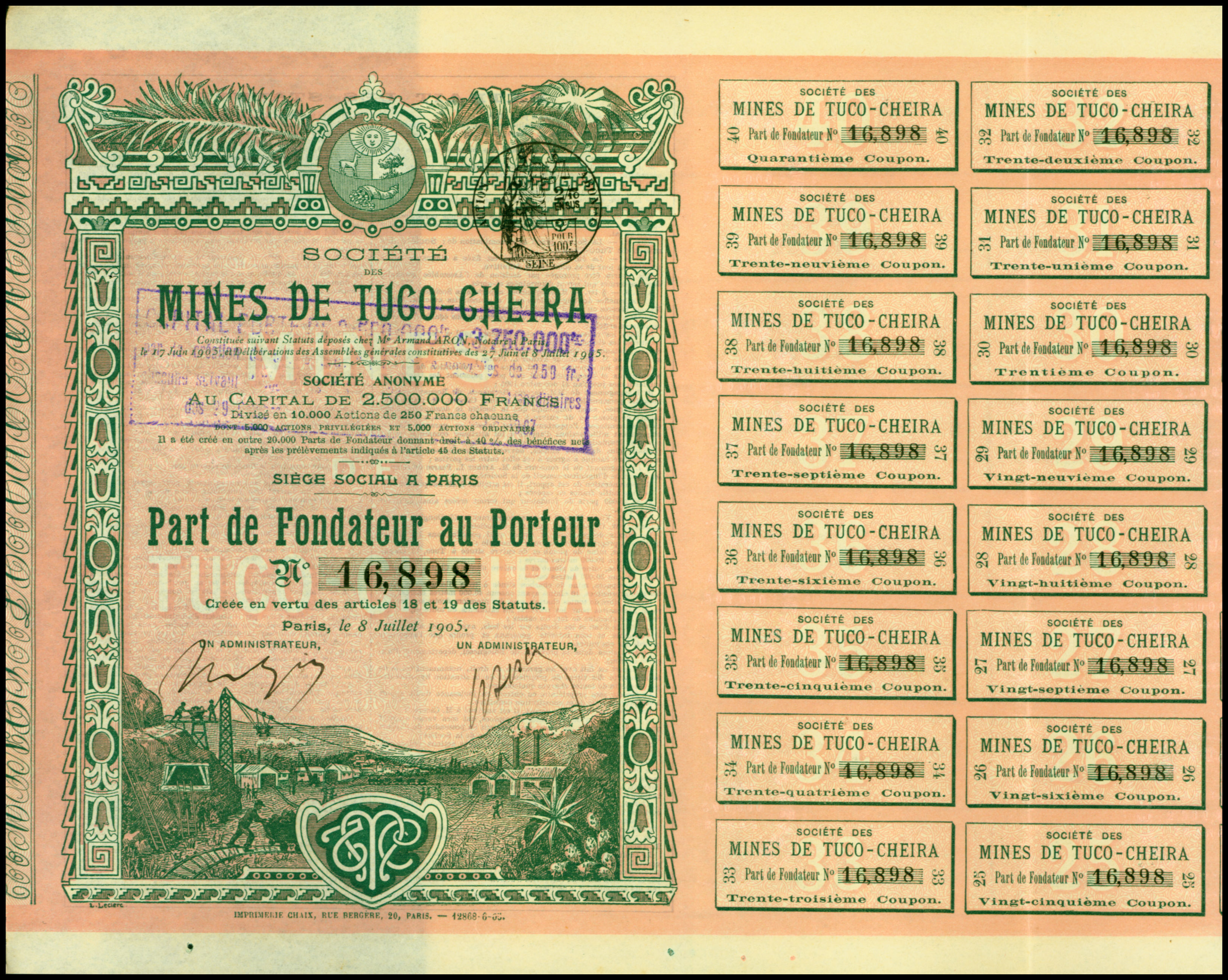
Part de Fondateur de la Société Mines de Tuco-Cheira en date du 8. Juillet 1905

- Président de la Compagnie générale française et continentale d'éclairage (le «Gaz continental»)[5]
- Administrateur du Nord-Lumière et de l’Union des secteurs électriques.
- Administrateur de la Société Le Nickel (SLN).
- Administrateur de la Compagnie d'Inguaran (filiale cuivrière mexicaine de la Compagnie du Boléo).
- Président de la Compagnie des mines de La Lucette (or et antimoine en Mayenne, à partir de 1904).
- Administrateur des Mines de Tuco-Cheira (plomb, cuivre, houille au Pérou)(1905).
- Président des Mines d'or de la Bellière (Maine-et-Loire).
- Administrateur de Cuivre et pyrites (holding de mines espagnoles, puis omnium).
- Président des Mines du Chéni et des Mines de Nouzilléras (or en Haute-Vienne).